# Montmartin-le-Haut
Montmartin-le-Haut är en kommun i departementet Aube i regionen Grand Est (tidigare regionen Champagne-Ardenne) i nordöstra Frankrike. Kommunen ligger  i kantonen Essoyes som ligger i arrondissementet Troyes. År 2022 hade Montmartin-le-Haut 64 invånare.

## Befolkningsutveckling
Antalet invånare i kommunen Montmartin-le-Haut
Referens: INSEE